# Melicerona
Genre
Melicerona est un genre de mollusques gastéropodes de la famille des Cypraeidae (les « porcelaines »). L'espèce-type est Melicerona listeri.

## Liste d'espèces
Selon World Register of Marine Species (29 septembre 2017) :
- Melicerona felina (Gmelin, 1791)
- Melicerona listeri (Gray, 1824)